# Độ lệch tâm quỹ đạo

Ví dụ quỹ đạo của các thiên thể với độ lệch tâm khác nhau

Độ lệch tâm quỹ đạo của một thiên thể là lượng mà quỹ đạo của nó sai khác so với đường tròn, với 0 là quỹ đạo tròn và 1,0 là parabol, và lớn hơn là quỹ đạo hypebol.

## Định nghĩa
Trong bài toán hai vật với quy luật lực tỉ lệ nghịch với bình phương khoảng cách, quỹ đạo của mỗi vật có hình dáng của các đường cô-nic, hoặc là đường thẳng. Độ lệch tâm của các đường cô-nic này chính là độ lệch tâm quỹ đạo, là một tham số quan trọng xác định lên hình dạng của quỹ đạo vật thể. Độ lệch tâm có thể giải thích như là lượng bị lệch của các tiết diện hình nón so với đường tròn.
Độ lệch tâm {\displaystyle e} tính bởi công thức:
{\displaystyle e={\sqrt {1+{\frac {2EL^{2}}{m_{\text{red}}\alpha ^{2}}}}}}
với E là năng lượng quỹ đạo toàn phần, {\displaystyle L} là mô men động lượng, {\displaystyle m_{\text{red}}} là khối lượng thu gọn và {\displaystyle \alpha } là hệ số của lực hướng tâm theo quy luật nghịch đảo bình phương khoảng cách như lực tĩnh điện trong vật lý cổ điển:
{\displaystyle F={\frac {\alpha }{r^{2}}}}
({\displaystyle \alpha } mang dấu âm đối với lực hút, và dương đối với lực đẩy, xem bài toán Kepler).
hoặc đối với lực hấp dẫn:
{\displaystyle e={\sqrt {1+{\frac {2\epsilon h^{2}}{\mu ^{2}}}}}}
với {\displaystyle \epsilon } là năng lượng quỹ đạo xác định (năng lượng quỹ đạo toàn phần chia cho khối lượng thu gọn), {\displaystyle \mu } là tham số hấp dẫn tiêu chuẩn ({\displaystyle \mu =GM\ }với G là hằng số hấp dẫn và M là khối lượng của toàn hệ) và {\displaystyle h} là mô men động lượng xác định (mô men động lượng chia cho khối lượng thu gọn).
Độ lệch tâm nhận các giá trị như sau:
- quỹ đạo tròn: {\displaystyle e=0\,\!}
- quỹ đạo elip: {\displaystyle 0<e<1\,\!}
- quỹ đạo parabol: {\displaystyle e=1\,\!}
- quỹ đạo hypebol: {\displaystyle e>1\,\!}